# Zombies 2
Zombies 2 (estilizado como Z-O-M-B-I-E-S 2) es una Película Original Disney Channel estadounidense que se estrenó en Disney Channel el 14 de febrero de 2020 en Estados Unidos y se estrenó el 13 de marzo de 2020 en Latinoamérica. La película es la secuela de la Película Original Disney Channel Zombies de 2018, que protagonizaron Milo Manheim y Meg Donnelly.

## Argumento
50 años, cuando Seabrook fue fundada, los colonos lucharon contra Hombres Lobos por una Piedra Lunar, y los colonos ganaron la batalla, su ciudad prosperó y se aprovecho de la energía que les daba la piedra lunar, 50 años después olvidaron la piedra lunar y a los hombres lobos, olvidaron que podían existir, haste que un trabajador derramó soda de LIMA en la planta de Seabrook , lo que provocó una explosión volviendo zombies a la mayoría.
En el presente, algún tiempo después de que Seabrook y Ciudad Zombie resolvieran sus diferencias entre ellos, Zed planea invitar a Addison al baile con temática de camarones, mientras que Addison trabaja para convertirse en la nueva capitana de los animadores cuando Bucky se retira para convertirse en presidente estudiantil. Debido a un incidente en la carretera causado por la invitación al baile de Zed para Addison, el autobús que transportaba a las porristas se estrella contra el "Bosque Prohibido"; Addison sale a intentar buscar a Zed, pero alcanza a ver a los Hombres Lobo llamados Wyatt, Willa y Wynter. Cuando regresan a Seabrook toda la ciudad enloquece y la alcaldesa y mamá de Addison, Missy, restablece las leyes antimonstruos en vigor. Esto significa que los zombis no pueden ir al baile. Zed se da cuenta de que si se postula para presidente, puede cambiar las cosas tanto para los zombis como para Addison.
Mientras tanto, los Hombres Lobo locales se están muriendo. Tienen collares de Piedra Lunar que les dan las habilidades de Hombres Lobo; sin ellos, pueden morir. Estas piedras lunares están perdiendo su poder, por lo que necesitan encontrar la Piedra Lunar para recargar sus collares. La profecía dice que una mujer de cabello blanco, llamada la "Gran Alfa", les mostrará dónde está la piedra lunar. Comienzan a sospechar que Addison es la Gran Alpha, por lo que se inscriben en la Preparatoria Seabrook para acercarse a ella, a lo que Addison los recibe con los brazos abiertos. Como los Hombres Lobo están en Ciudad Zombie, Zed trata de reunir a los lobos para ayudarlo a ganar las elecciones, pero ellos no ven el punto de cambiar quienes son para encajar. En la práctica, los Hombres Lobo se unen; cuando Zed y Eliza entran, sospechan que Wyatt, uno de los Hombres Lobo, siente algo por Addison y ella por él, lo que pone celoso a Zed.
Los Hombres Lobo finalmente llevan a Addison a su guarida, donde le cuentan la profecía. Los Hombres Lobo le dan un collar de piedra lunar cargado, que han guardado para la Gran Alfa. Si se lo pone y es realmente una mujer lobo, se transformará en una. Poco después, Zed, Bree, Eliza y Bonzo encuentran a Addison en la cueva de lobos después de rastrearla, pensando que estaba en problemas. Zed intenta salvar a Addison de los Hombres Lobo, pero Addison le dice que quiere estar allí. Zed se pone a la defensiva, pero los Hombres Lobo acuerdan darle un día para decidir. Sienten una explosión, y se dan cuenta de que están destruyendo la planta de energía, la cual creó a los zombis. Addison señala que el edificio es alimentado por una misteriosa fuente de energía, argumentando que podría ser la Piedra Lunar. Si la planta de energía se destruye, aplastará y destruirá la Piedra Lunar junto con ella. Al día siguiente, Addison le muestra a Zed el collar y le dice que se lo pondrá. Zed le pide que no lo haga y discretamente lo toma cuando no está mirando. Cuando Addison encuentra a los Hombres Lobo, se da cuenta de que le falta el collar. Zed va a su debate presidencial contra Bucky. Se gana a los humanos, pero cuando la zombie-banda se corta debido a la Piedra Lunar de Addison, Zed se convierte en un zombi completo, lo que hace que pierda las elecciones.
Mientras tanto, los Hombres Lobo se dirigen a la planta de energía de Seabrook, donde suena la alarma de inmediato y aparece la Patrulla Zombie y los trabajadores, junto con Dale y Zevon. Addison y Bree también escuchan la alarma de la escuela y se dan cuenta de que necesitan ayudar a los Hombres Lobo. Los Hombres Lobo son arrestados en el sitio de demolición cuando liberan plata coloidal, su única debilidad. Addison llega con los animadores y los zombis, que hacen que los adultos acepten no destruir el edificio. Todos salen a celebrar pero cuando Zed le revela a Addison que él le quitó el collar, ella se enoja con él y se pone el collar, pero descubre que no es un Hombre Lobo. Uno de los hombres que controla el dispositivo para activar la demolición dice que no está funcionando y hace que todo el edificio sea destruido. Los Hombres Lobo se enferman mucho y regresan a su guarida, están más cerca de morir. 
Llega la noche, los camarones y Zed, así como el resto de los zombis y Hombres Lobo, aparecen para el baile. Todos bailan y Zed y Addison se reconcilian; sin embargo, el suelo comienza a temblar y se divide por la mitad con un resplandor azul saliendo del agujero. Los Hombres Lobo se dan cuenta de que la Piedra Lunar no está destruida y van al agujero para encontrarla; los humanos y los Zombis siguen a los Hombres Lobo para ayudarlos. Intentan sacar la Piedra Lunar cuando una gran roca bloquea su salida. Zed se quita su zombie-banda y usa su fuerza zombie para levantar la roca y permite que los demás saquen la piedra lunar de forma segura. Todos vuelven al baile, cantan, bailan y se divierten, con Zed y Addison teniendo su primer beso.
Más tarde, al final, una roca azul brillante cae del cielo, causando una explosión azul. Esto hace que la radio de Addison se vuelva loca; más tarde, después de despertarse, su cabello brilla de un azul brillante por un breve momento, lo que significa que la historia no ha terminado, y que también, Addison y los zombis pronto regresarán (posibles alienígenas).

## Reparto
- Milo Manheim como Zed, estudiante Zombie y fullback del equipo de Seabrook High School, habitante de Ciudad Zombie e interés amoroso de Addison.
- Meg Donnelly como Addison, prima del excapitán de animadores Bucky, estudiante de Seabrook High School e interés amoroso de Zed.
- Pearce Joza como Wyatt, hombre lobo interesado por encontrar a la gran alfa hermano de Willa.
- Chandler Kinney como Willa, hermana de Wyatt y líder de la manada de lobos.
- Ariel Martin como Wynter, mujer lobo, parte de la manada.
- Kylee Russell como Eliza, estudiante Zombie de Seabrook High School y amiga de Zed, Bonzo y Addison.
- Trevor Tordjman como Bucky, primo de Addison y excapitán de animadores de Seabrook High School.
- Carla Jeffery como Bree, la mejor amiga de Addison e interés amoroso de Bonzo.
- Naomi Snieckus como la Directora Lee.
- Tony Nappo como Zevon, el padre de Zed y Zoey.
- Emilia McCarthy como Lacey, parte del trío de animadores también conformado por Stacey y Jacey como "Los Aceys".
- Jasmine Renée Thomas como Stacey.
- Noah Zulfikar como Jacey.
- Paul Hopkins como Dale, el padre de Addison, tío de Bucky y Capitán de la Patrulla Zombie.
- Marie Ward como Missy, la madre de Addison, tía de Bucky y Alcaldesa de Seabrook.
- James Godfrey como Bonzo, estudiante Zombie de Seabrook High School e interés amoroso de Bree.
- Kingston Foster como Zoey, la hermana menor de Zed quien sueña ser animadora como Addison.

## Producción
El 11 de febrero de 2019, se anunció que la secuela entró en producción con las mismas estrellas, directores y escritores de la primera película. La película comenzó a producirse en la primavera. El 21 de mayo de 2019, se anunció que Pearce Joza, Chandler Kinney y Ariel Martin participaran en la película. Además, Kylee Russell, Trevor Tordjman, Carla Jeffery, James Godfrey y Kingston Foster están repitiendo sus papeles de la primera película. La película fue escrita por David Light y Joseph Raso, dirigida por Paul Hoen , y producida por Anna Gerb, Paul Hoen y Joseph Raso. Las grabaciones de la película comenzaron en Toronto el 27 de mayo de 2019 y terminaron el 15 de julio de 2019.

## Banda sonora
ZOMBIES 2 (Original TV Movie Original Soundtrack) es el soundtrack oficial que fue lanzada el 14 de febrero de 2020 por Walt Disney Records. 

| N.° | Título                    | Artista(s)                                   | Duración |
| --- | ------------------------- | -------------------------------------------- | -------- |
| 1.  | We Got This               | Cast - ZOMBIES 2                             | 3:12     |
| 2.  | We Own the Night          | Chandler Kinney & Pearce Joza & Ariel Martin | 2:31     |
| 3.  | Like the Zombies Do       | Cast - ZOMBIES 2                             | 2:04     |
| 4.  | Gotta Find Where I Belong | Milo Manheim & Meg Donnelly                  | 2:45     |
| 5.  | Call to the Wild          | Cast - ZOMBIES 2                             | 2:37     |
| 6.  | I'm Winning               | Cast - ZOMBIES 2                             | 2:50     |
| 7.  | Flesh & Bone              | Cast - ZOMBIES 2                             | 3:34     |
| 8.  | One For All               | Cast - ZOMBIES 2                             | 2:53     |
| 9.  | Someday (Reprise)         | Milo Manheim & Meg Donnelly                  | 1:14     |
| 10. | The New Kid in Town       | Ariel Martin                                 | 3:09     |

## Audiencias
Durante su estreno en Estados Unidos a las 8:00 p. m., Zombies 2 atrajo un total de 2.46 millones de espectadores con un rating de 0.52 de personas de entre los 18-49 años de edad.

## Secuela
Una tercera película, Zombies 3, se anunció el 22 de marzo de 2021. La filmación tuvo lugar en Toronto a partir del 31 de mayo de 2021. La película se estrenará en Disney+ el 15 de julio de 2022, seguida de una versión extendida que se estrenará en Disney Channel el 12 de agosto de 2022. La tercera película involucrará una invasión extraterrestre. El 20 de mayo de 2022, se anunció que RuPaul Charles se había unido al elenco como la voz de «The Mothership», descrito en la sinopsis oficial como «un OVNI cómicamente pasivo-agresivo».
El 24 de noviembre de 2023 se confirmó que Disney ya está trabajando en Zombies 4 y que Milo Manheim y Meg Donnelly  la protagonizarán.